# Mandageria fairfaxi
La mandageria (Mandageria fairfaxi) è un grande pesce dalle pinne lobate, vissuto nel Devoniano superiore (Famenniano, circa 350 milioni di anni fa). I suoi resti sono stati ritrovati in Australia, nel giacimento di Canowindra.

## Descrizione
Le dimensioni di questo pesce erano davvero notevoli: raggiungeva i due metri di lunghezza, e rappresentava il massimo predatore del suo ambiente. Il cranio della mandageria presenta numerose caratteristiche antiquate, ma al contrario dell'analogo Cabonnichthys il muso era allungato e appuntito. Il cranio era piatto, con un'ampia apertura boccale e una notevole serie di denti appuntiti.
La caratteristica più sorprendente di Mandageria riguardava l'articolazione del cranio con le vertebre cervicali. Questo pesce, infatti, sviluppò una struttura molto simile al collo dei tetrapodi; non è chiaro come funzionasse questa articolazione, dal momento che il cinto pettorale era ancora saldamente attaccato alle ossa del cranio. Forse il lungo cranio era abbastanza mobile da permettere un qualche tipo di movimento.
Il corpo era lungo e cilindrico, simile a quello di Cabonnichthys, con pinne piccole e arretrate ad eccezione di quelle pettorali. La coda era una va di mezzo tra quella romboidale di Cabonnichthys e quella elevata di Eusthenopteron.

## Classificazione
Descritta per la prima volta nel 1997, Mandageria era un rappresentante atipico dei ripidisti, o pesci con le pinne lobate. In particolare, le parentele vanno ricercate all'interno della famiglia dei tristicotteridi (Tristichopteridae), il cui rappresentante più noto era Eusthenopteron. Il più stretto parente di Mandageria sembra essere stato Cabonnichthys, un tristicotteride rinvenuto nello stesso giacimento. Queste due forme svilupparono adattamenti molto simili a quelli dei successivi vertebrati terrestri, ma non è chiaro se sia stato un caso di convergenza evolutiva o fossero a tutti gli effetti vicini agli antenati dei tetrapodi.

## Stile di vita
La mandageria doveva essere il massimo predatore dei suo ambiente naturale: era lunga più del doppio degli altri grandi pesci rinvenuti a Canowindra (come Gooloogongia, Canowindra e lo stesso Cabonnichthys). Probabilmente era un predatore di fondale, che utilizzava i movimenti alternati delle pinne pettorali in un modo molto simile a quello dei vertebrati terrestri, per spingersi in avanti improvvisamente e tendere agguati ai pesci più piccoli.

## Simbologia
La mandageria fairfaxi è l'emblema fossile dello Stato australiano del Nuovo Galles del Sud.